# جغرافيا قرغيزستان
| \| \|                           | |
| القارة                          | آسيا                                                                                                   |
| المنطقة                         | آسيا الوسطى                                                                                            |
| إحداثيات جغرافية                | |
| المساحة                         | 199,900 كم² (86)                                                                                       |
| الشريط الساحلي                  | |
| الحدود الأرضية                  | |
| الدول المجاورة وطول الحدود معها | الإجمالي: 3,878 كم جمهورية الصين الشعبية 858 كم كازاخستان 1,051 كم طاجيكستان 870 كم أوزبكستان 1,099 كم |
| أعلى نقطة                       | بياك جينجيش تشوكوسو 7,439 م                                                                            |
| أدنى نقطة                       | كارا-داريا 132 م                                                                                       |
| فرق التوقيت                     | |
|                                 | |

جغرافيا قرغيزستان قرغيزستان هي دولة غير ساحلية تقع في آسيا الوسطى غرب جمهورية الصين الشعبية. مساحتها أقل من سبع مساحة منغوليا، حيث تبلغ مساحة قرغيزستان 199,951 كيلومتر مربع. تعتبر قرغيزستان واحدة من أصغر دول آسيا الوسطى. تمتد حدودها نحو 900 كيلومترًا من الشرق إلى الغرب و 410 كيلومترًا من الشمال إلى الجنوب.
تحدها الصين من الشرق ومن الجنوب الشرقي ومن الشمال كازاخستان ومن الغرب أوزبكستان ومن الجنوب طاجيكستان. تعتبر الحدود مع أوزبكستان وطاجيكستان في وادي فرغانة صعبة نوعًا ما. نتجت عن تقسيم آسيا الوسطى إلى خمسة جمهوريات إلا أن العديد من القرغيز لا يعيشون في قرغيزستان.

## المساحة والحدود
المساحة:

الإجمالية: 198,500كم²

اليابسة: 191,300كم²

المياه: 7,200كم²
الحدود الأرضية:

الإجمالية: 3,878كم

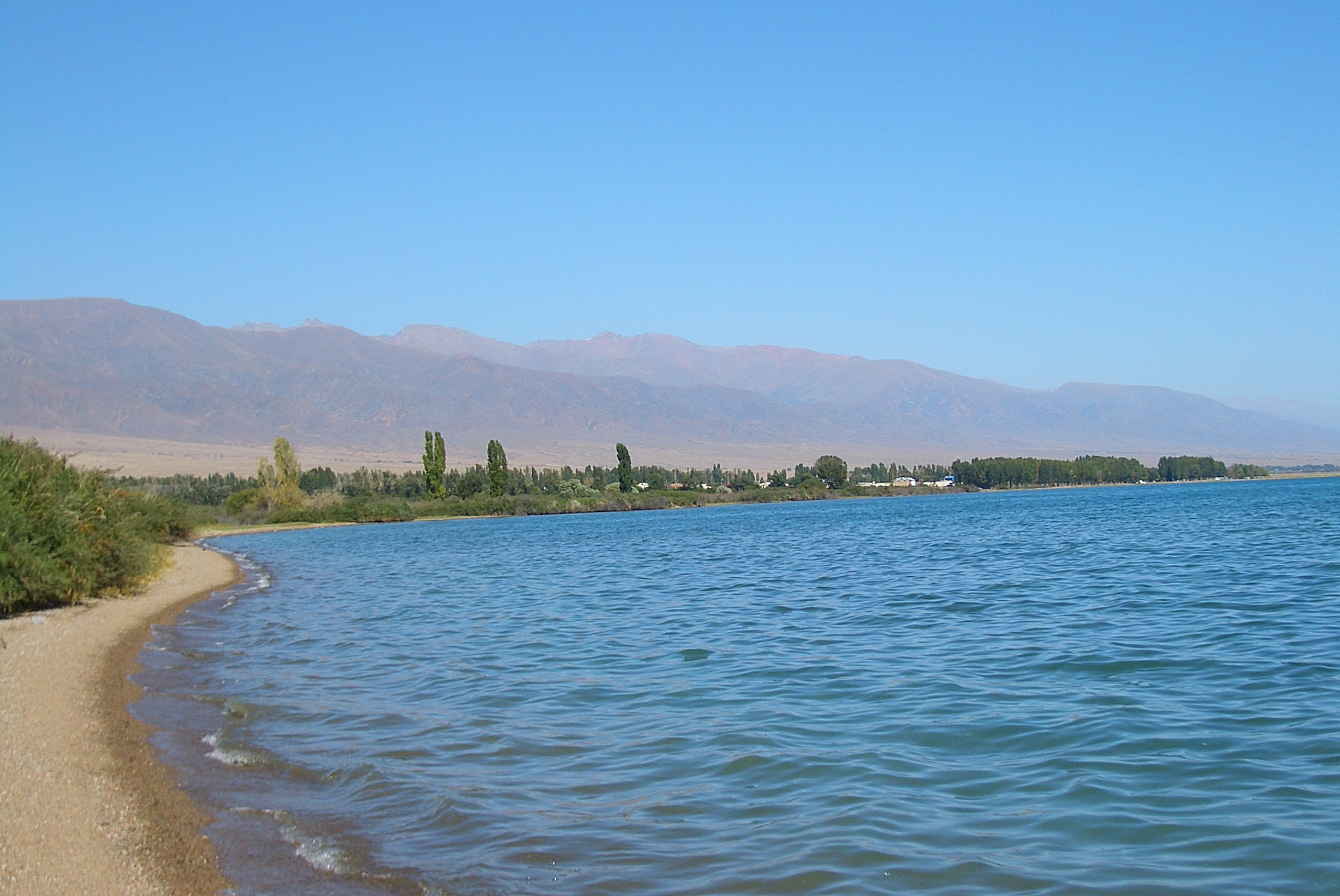
تامتشي خليج في بحيرة إيسيك كول.

الدول المجاورة: جمهورية الصين الشعبية 858كم, كازاخستان 1,051كم, طاجيكستان 870كم, أوزبكستان 1,099كم
الشريط الساحلي: 0 كم (أرض مغلقة)
الارتفاعات:

أدنى نقطة: كارا-داريا 132 م

أعلى نقطة: بياك جينجيش تشوكوسو 7,439 م